# Mzingwane
Der Mzingwane (früher Umzingwani oder Umzingwane) ist ein Nebenfluss des Limpopo im Matabeleland (hauptsächlich Provinz Südmatabeleland) in Simbabwe.

## Verlauf
Der Fluss entspringt im Matobo-Nationalpark südlich von Bulawayo und fließt in südöstliche Richtung. Er wird bei Esigodini im Distrikt Umzingwane durch einen Damm (Baujahr 1958, Fassungsvermögen 57 Mio. Kubikmeter) gestaut. Anschließend wendet sich nach Süden, fließt durch West Nicholson und mündet bei Beitbridge in den Limpopo.

## Hydrometrie
Tatsächlich entwässert er ein Gebiet von 15.700 Quadratkilometern. Er ist ein ephemeres Gewässer und es  gibt längere Perioden ohne Niederschläge, so dass der Fluss in der Trockenzeit von Juni bis Oktober kaum oder überhaupt kein Wasser führt. In der Regenzeit, im Januar, führt es zuweilen sehr viel Wasser. Der Abfluss wurde am Pegel Doddieburn Ranch über 24 Jahre (1966–90) bei etwa 2/3 des Einzugsgebietes, gemessen (in m³/s, Werte aus Diagramm abgelesen).

## Ökologie
Im Fluss wird von wilden Siedlern Gold gewaschen, oftmals im Amalgamverfahren. Im Umkreis solcher Stellen sind für gewöhnlich alle Bäume abgeholzt und das Wasser mit Quecksilber belastet.

## Belege
1. 1 2  Drought impact mitigation and prevention in the Limpopo River Basin. A situation analysis. In: Land and Water Discussion Paper. FAO Natural Resources Management and Environment Department, 2004, S. „Water Resources“, abgerufen am 26. April 2010 (englisch).
2. 1 2  GRDC - Data Download